# Britské královské tituly
Britská královská rodina má ve svém držení kromě titulu britského monarchy několik dalších královských titulů, jejichž držiteli jsou někteří ze členů současné královské rodiny. Například nejstarší syn úřadujícího krále Karla III., princ William je nositelem titulu "prince z Walesu, vévody z Cornwallu, vévody z Rothesay, vévody z Cambridge etc.".
Tituly britské královské rodiny v současné době aktivní
- Král/královna Velké Británie a Severního Irska (Karel III.)
- Vévoda z Lancasteru & Vévoda z Normandie (Karel III.)
- Vévoda z Edinburghu (Karel III.)
- Princ z Walesu (William, princ z Walesu)
- Vévoda z Cornwallu & Vévoda z Rothesay (William, princ z Walesu)
- Princezna královská (Princezna Anna)
- Vévoda z Yorku (Princ Andrew)
- Vévoda z Gloucesteru (Princ Richard)
- Vévoda z Kentu (Princ Edward)
- Vévoda z Cambridge (William, princ z Walesu)
- Hrabě z Wessexu (Princ Edward)
- Vévoda ze Sussexu (Princ Harry)

V současné době neaktivní tituly, které byly v minulosti používány (v závorce uveden rok, kdy byl titul naposledy použit)
- Král Francie (1800)
- Vévoda z Albany
- Vévoda z Albemarle
- Vévoda z Clarence
- Vévoda z Clarence a Avondale
- Vévoda z Clarence a St Andrews
- Vévoda z Connaughtu
- Vévoda z Connaughtu a Strathearnu
- Vévoda z Cumberlandu
- Vévoda z Cumberlandu a Strathearnu
- Vévoda z Cumberlandu a Teviotdalu
- Vévoda z Gloucesteru a Edinburghu
- Vévoda z Herefordu
- Vévoda z Kendalu
- Vévoda z Kentu a Strathearnu
- Vévoda z Kintyru a Lorny (1602)
- Vévoda z Ross (1515)
- Vévoda z Windsoru (1972)
- Vévoda z Yorku a Albany